# Ormyrus gratiosus
Ormyrus gratiosus is een vliesvleugelig insect uit de familie Ormyridae. De wetenschappelijke naam is voor het eerst geldig gepubliceerd in 1860 door Förster.